# We're Gonna Go Fishin'
We're Gonna Go Fishin' är en Boogie woogiekomposition från 1950 av Tex Atchinson framförd av Pee Wee King & His Golden West Cowboys. En version på danska spelades in 1962 av Gitte Hænning med titeln "Tag Med Ud Og Fisk". Under 2020 låg två versioner av hennes inspelning på första och tredje plats över mest spelade låten i Sverige på Spotify efter att låten användes i en av kupperna i filmen "Se upp för Jönssonligan". En svensk version spelades in av Lil Malmkvist med titeln "Fina fisken".. Den svenska versionen låg tre veckor på Svensktoppen med tredje plats under 1963 som bästa placering.